# Ideopsis daphnis
Ideopsis daphnis är en fjärilsart som beskrevs av Jean Baptiste Boisduval 1861. Ideopsis daphnis ingår i släktet Ideopsis och familjen praktfjärilar. Inga underarter finns listade i Catalogue of Life.